# Хыров
Хы́ров (укр. Хи́рів) — город в Самборском районе Львовской области Украины. Административный центр Хыровской городской общины. Рядом протекает река Стрвяж.

## История
Город упоминается в летописях времён Галицко-Волынского княжества с 1374 года, входил в состав Перемышльской земли. Получил Магдебургское право в 1528 г. Через три года, в 1531 благодаря владельцу города Андрею Тарло появляется римокатолический приход и строится деревянный костёл, сгоревший во второй половине 1640-х годов. Позже город переходит в собственность рода Мнишеков, и в 1710 году начинается строительство каменного костёла святого Лаврентия, который сохранился до сих пор.

### 1772—1918
После первого раздела Речи Посполитой в 1772 году эти земли оказались в составе Австрийской империи.
В 1916 во время Первой мировой войны в Хырове побывал известный чешский писатель Ярослав Гашек, что нашло своё отражение в его произведении «Похождения бравого солдата Швейка».

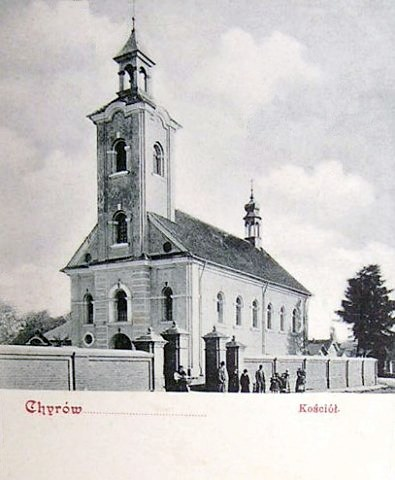
Костел Святого Лаврентия (1710)

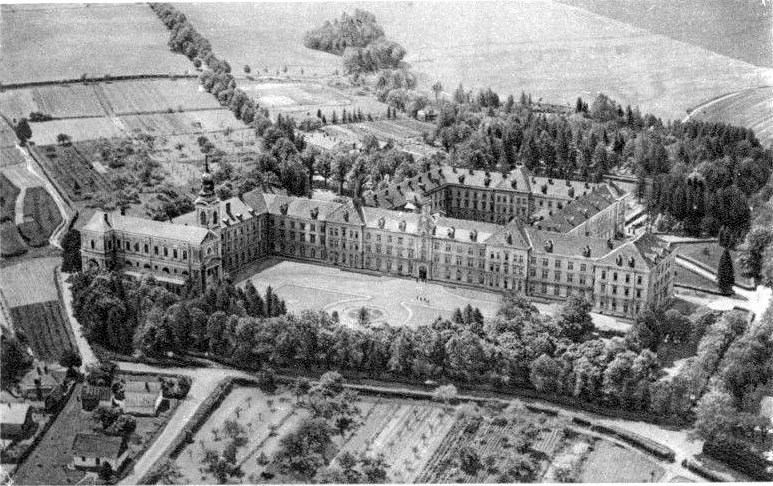
Иезуитский коллегиум, 1939

После распада Австро-Венгрии селение заняли польские войска, с 23 декабря 1920 года до 28 сентября 1939 года Хыров находился в Львовском воеводстве Польской Республики.

### 1939—1991
17 сентября 1939 года РККА вступила в восточные районы Польши.
27 октября 1939 года здесь установлена Советская власть.
C 14 ноября 1939 года в составе Украинской Советской Социалистической Республики Союза Советских Социалистических Республик.
4 декабря 1939 года в Дрогобычской области (Указ Президиума Верховного совета СССР от 4 декабря 1939 года).
17 января 1940 года Хыров стал центром Хыровского района Дрогобычской области и получил статус города.
После начала Великой Отечественной войны, 28 июня 1941 года город был оккупирован немецкими войсками
27 июля 1944 года освобождён советскими войсками 1-го Украинского фронта в ходе Львовско-Сандомирской наступательной операции 13.07-29.08.1944 г.: 3-й гвардейской танковой армии — 91-й тбр (полковник Тутушкин, Виктор Иванович).
30 июля 1944 года снова оккупирован германскими войсками.
8 августа 1944 года вторично освобождён войсками 1-го УФ в ходе Львовско-Сандомирской наступательной операции: 38-й армии — части войск 304-й сд (полковник Гальцев, Александр Степанович) 52-го ск (генерал-майор Бушев, Сергей Михайлович).
На 1 сентября 1946 года город районного подчинения Хыровского района в составе Дрогобычской области.
21 мая 1959 года город и Хыровский район Дрогобычской области вошли в состав Львовской области. Хыровский район был ликвидирован.
В 1978 году здесь действовали валяльно-войлочная фабрика, кирпичный завод и мебельный цех Добромильского деревообрабатывающего комбината.
С 1979 года на территории иезуитского коллегиума дислоцировалась 39-я отдельная десантно-штурмовая бригада, для семей комсостава были построены панельные дома по совр. улице Б. Хмельницкого, детский сад и магазин «Лилия».
В январе 1989 года численность населения составляла 4728 человек, крупнейшими предприятиями в это время являлись валяльно-войлочная фабрика и мебельное производство.

### В независимой Украине
После провозглашения независимости Украины пограничный переход «Коростенко — Хыров» перешёл в ведение Западного регионального управления Государственной пограничной службы Украины.
В мае 1995 года Кабинет министров Украины утвердил решение о приватизации находившегося в городе завода «Меридиан».
В июне 2000 года было возбуждено дело о банкротстве завода «Меридиан».
Через Хыров проходит туристический маршрут «Дорогами бравого солдата Швейка».

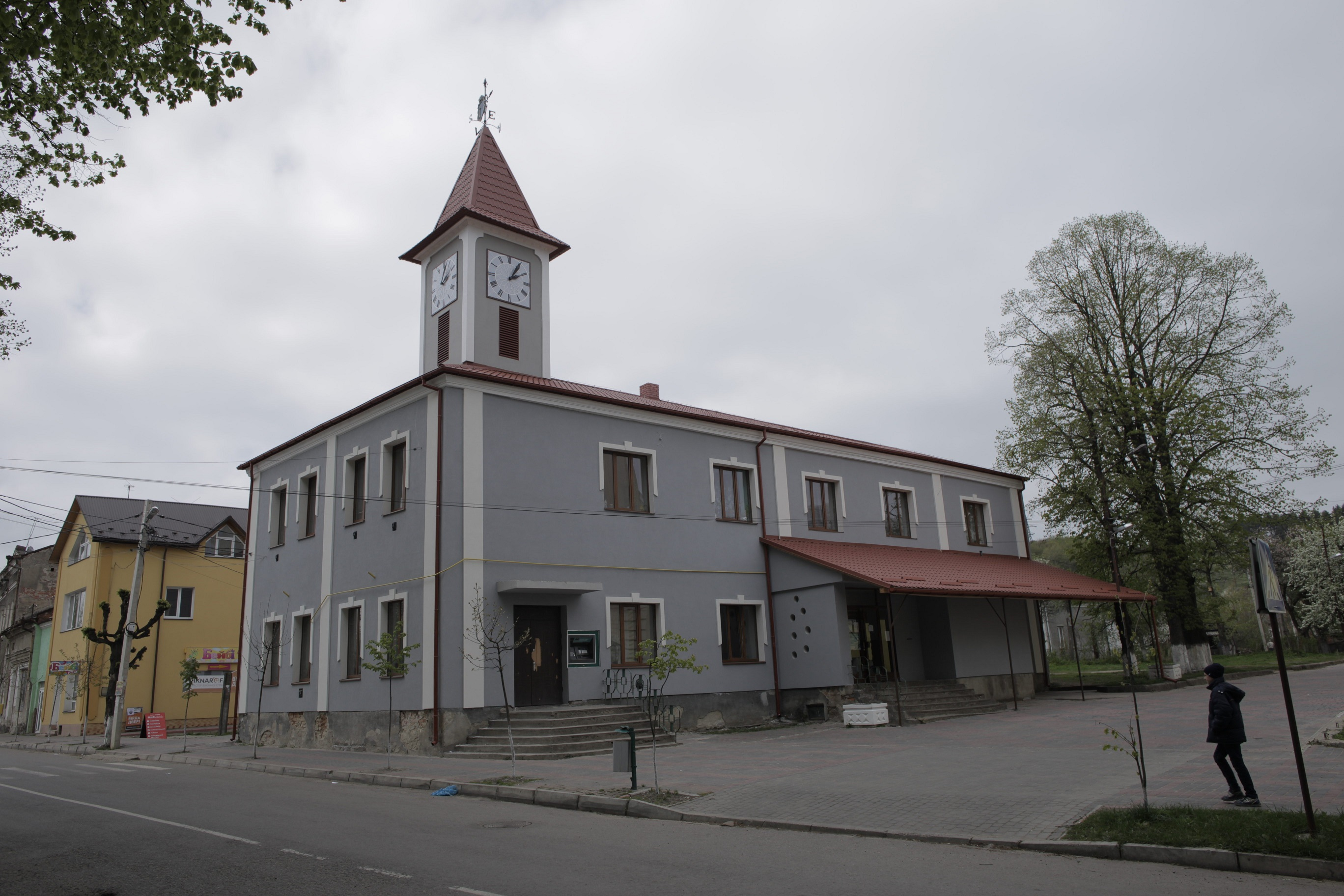
Ратуша
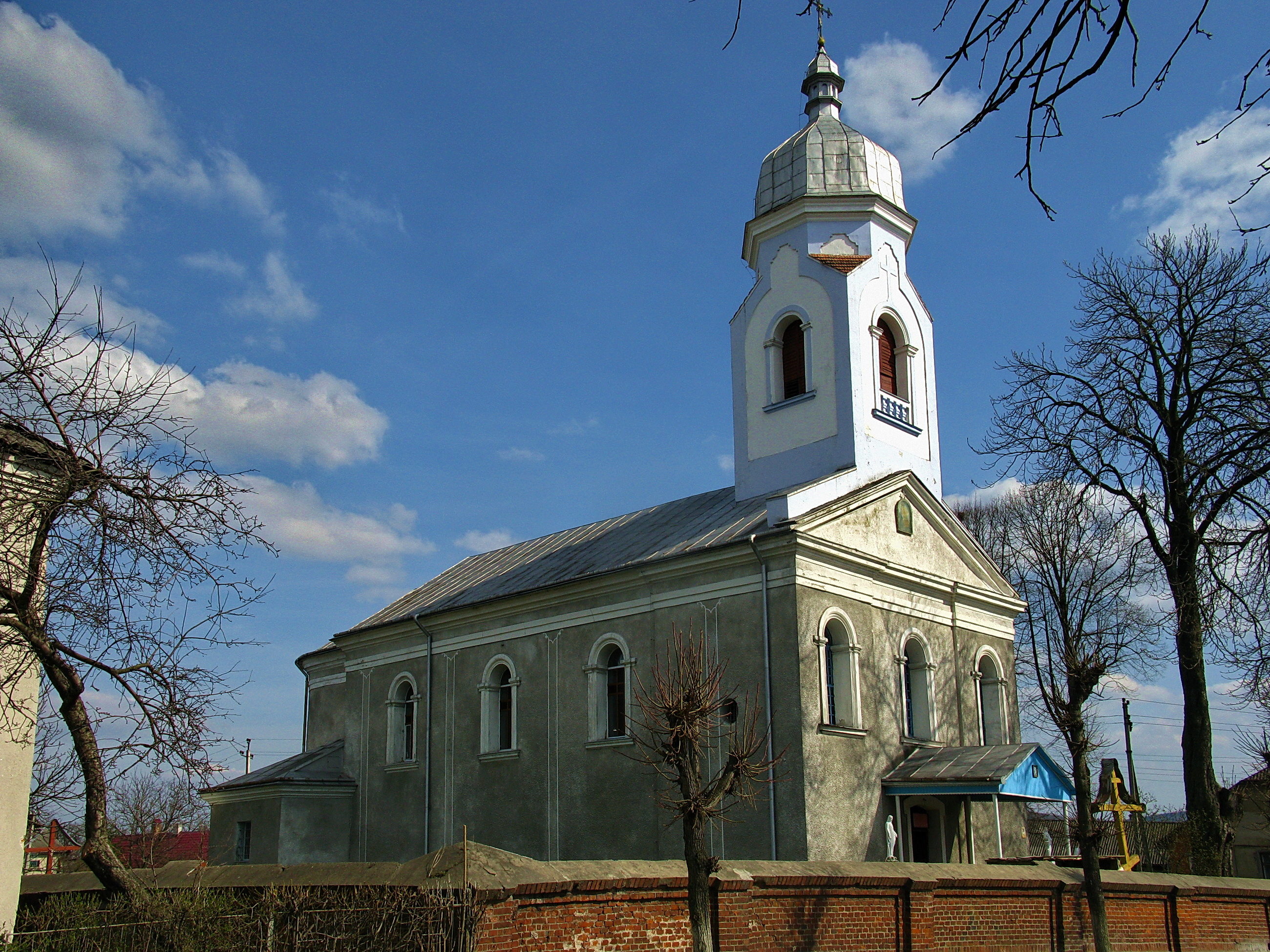
Церковь Рождества
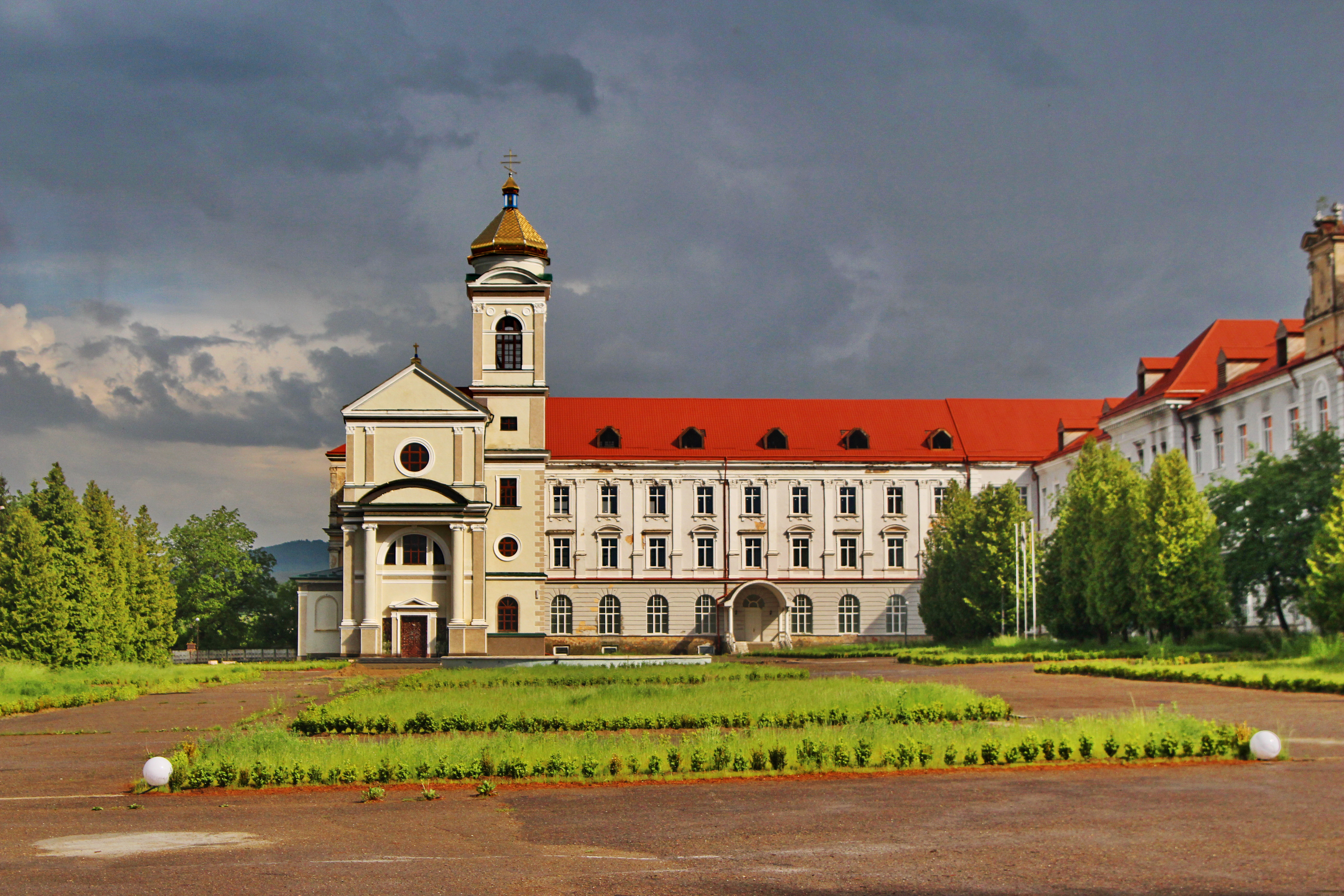
Иезуитский коллегиум
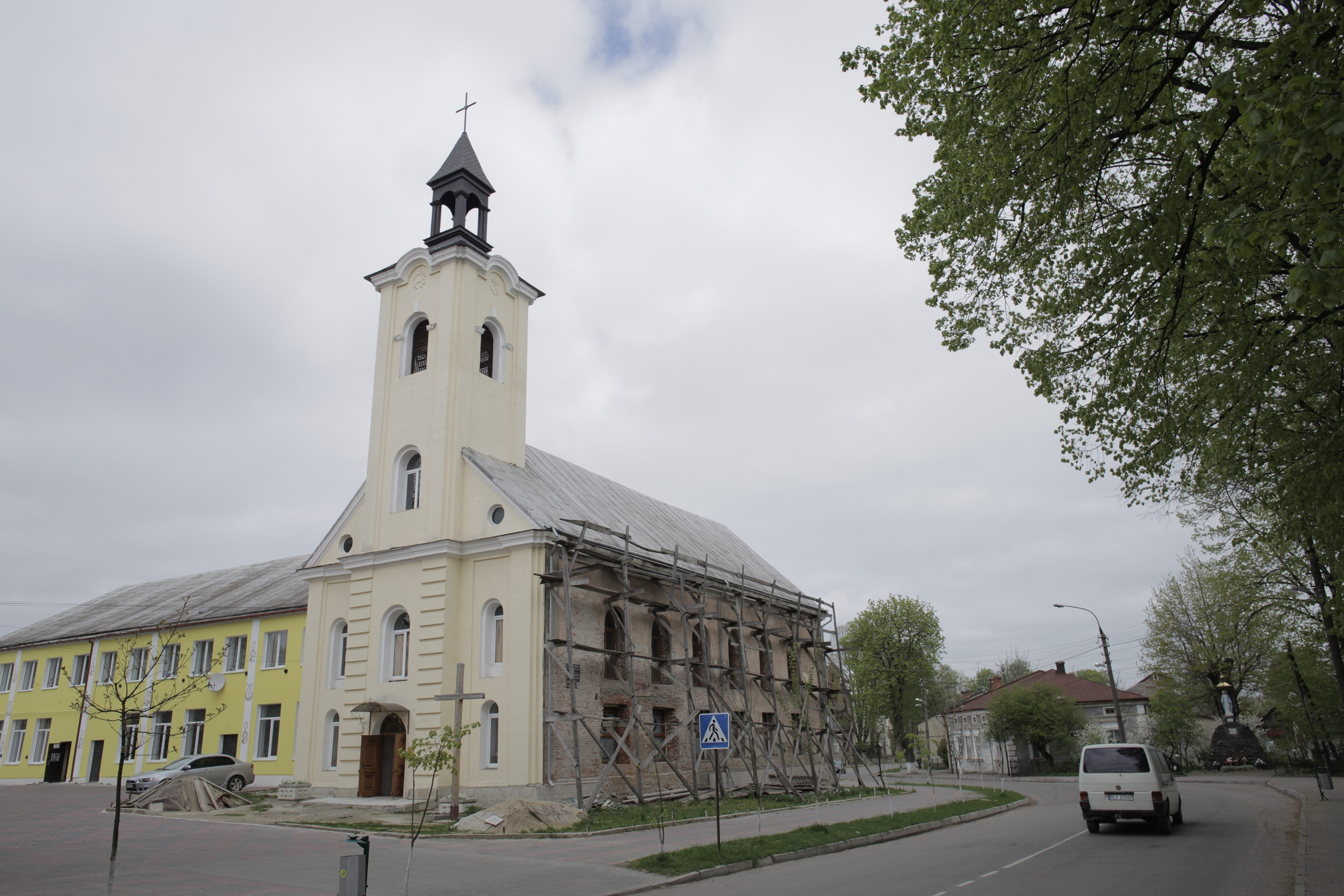
Костел Святого Лаврентия (реставрация)
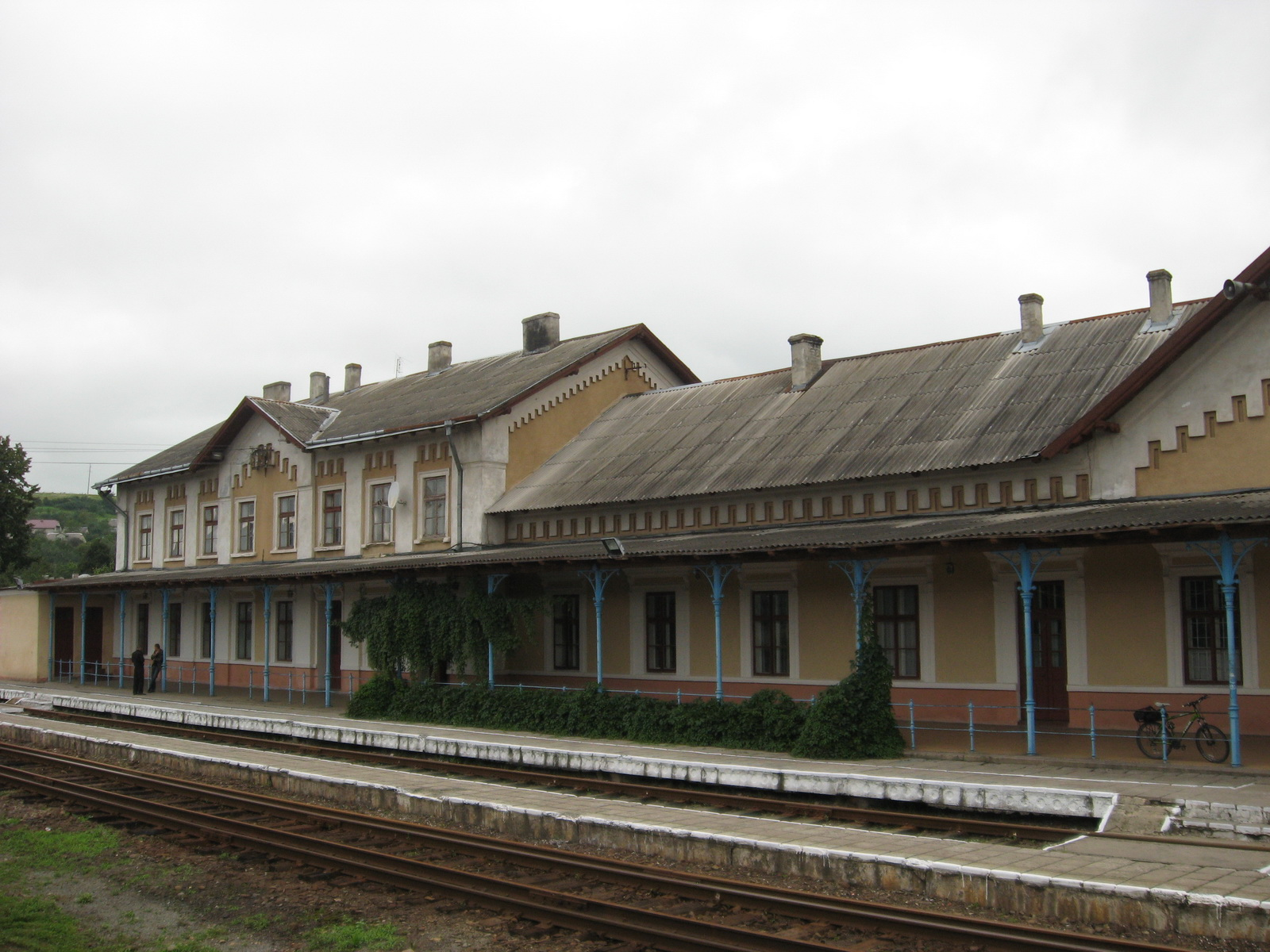
Железнодорожная станция

## Население
По данным переписи 2001 года, украинцы составляли 96,78 % населения города, русские — 2,18 %.
На начало 2023 года численность населения города составляла 4249 человек.

### Языковой состав
Родной язык населения по данным переписи 2001 года:
| Язык       | Численность, чел. | Доля     |
| ---------- | ----------------- | -------- |
| Украинский | 4 475             | 97,39 %  |
| Русский    | 91                | 1,98 %   |
| Другое     | 29                | 0,63 %   |
| Итого      | 4 595             | 100,00 % |

Украинский язык является основным и единственным официальным языком города.

## Транспорт
Железнодорожный узел.

## Достопримечательности
- Высшая иезуитская школа[англ.] (коллегиум).
- Руины замка Гербуртов на Тарнавской горе.

## Известные жители
C 1886 по 1896 годы преподавателем хыровского иезуитского коллегиума был блаженный Римско-Католической Церкви, священник и известный миссионер Иоанн Бейзым. Здесь родился видный деятель украинского националистического движения Михаил Гальо.